# Déclaration des 99
La Déclaration des 99 est une déclaration faite par 99 intellectuels syriens le 27 septembre 2000, lors du Printemps de Damas, qui a suivi la mort de Hafez al-Assad en juin de la même année,. Après la mort d'Omar Amiralay, il est annoncé qu'il avait écrit la première ébauche de la déclaration et l'avait développée en collaboration avec son collègue cinéaste Usama Muhammad et l'écrivain/politicien Mouaffaq Nyrabia.
Les intellectuels réclament la fin de l'état d'urgence, le pardon pour les prisonniers politiques, l'autorisation du retour des déportés et des exilés, la protection juridique de la liberté d'expression et de réunion, et la « libération de la vie publique des lois, contraintes et diverses formes de surveillance qui lui sont imposées ».
Parmi les signataires éminents figurent Abdulrazak Eid, Anwar al-Bunni, Mamdouh Adwan, Haidar Haidar, Ali al-Jundi, Ali Kanaan et Michel Kilo.